# محمد صفي الدين أبوالعز
محمد صفي الدين أبوالعز (1929- 2015) عالم مصري وأحد أبرز الجغرافيين في العصر الحديث، ورئيس الجمعية الجغرافية المصرية ووزير الشباب ومدير معهد البحوث والدراسات العربية التابع للمنظقة العربية للثقافة والتربية والعلوم الاسبق.

## الرأي والمنهج
يقوم منهج الدكتور أبو العز العلمي في حقل الجغرافية على أن مصر لها موقع جغرافي واستراتيجي مهم وهي مهمة للوطن العربي وثمة العديد من الروابط التي تربطها بالدول العربية الأخرى وان العرب قادرين على انجاز أهدافهم في الوحدة والتقدم والرفاهية ويجب تنمية الحس القومي بين أبناء الأمة والجغرافية تسهم في ذلك إسهاما فاعلا.

## المناصب الاكاديمية[1]
- نال شهادة الليسانس في الآداب، قسم الجغرافيا جامعة القاهرة عام 1948
- حصل على درجتي الماجستير والدكتوراه في فلسفة العلوم البحتة والجغرافيا من جامعة درم بإنجلترا عام 1953
- تولى رئاسة قسم الجغرافيا بجامعة الكويت (1980- 1984)
- شغل منصب عميد كلية الآداب في جامعة الإمارات العربية المتحدة (1984 - 1985)
- عمل أستاذاً في قسم الجغرافيا بكلية الآداب جامعة القاهرة.

## المناصب التي تقلدها
1. رئيس الجمعية الجغرافية
2. مدير معهد البحوث والدراسات العربية (يناير 1990 - يونيو 1993)[2]
3. عضو هيئة تحرير«الموسوعة الفلسطينية» (1974)[3]
4. مدير معهد البحوث والدراسات العربية (يناير 1967 - ديسمبر 1979)[2]
5. وزير الشباب ورئيسا للمجلس الاعلي للكشافة والمرشدات عام 1968[4]

## أبرز مؤلفاته
- الاعلام العربي والقضايا البيئية
- الموارد الاقتصادية
- الوطن العربي: خصائصه الطبيعية والبشرية
- أشكال الأرض في مصر (بالإنجليزية)
- تقلبات المناخ العالمي وأبعادها الاقتصادية والسياسية
- الموارد المعدنية في الوطن العربي
- الجزر والسواحل العربية

## المؤتمرات
- مؤتمر القانون والسكان في الشرق الأوسط وشمال أفريقيا (القاهرة، عام 1976)
- مؤتمر مصر سنة 2000 (القاهرة، عام 1976)
- المؤتمر الدولي لتاريخ الأندلس (قرطبة، عام 1976)
- شارك في الإعداد العلمي لندوة المستقبل العربي (بيروت، عام 1983)
- مؤتمر حماية المقدسات والتراث في فلسطين (القاهرة، عام 1988)
- المؤتمر السنوي الثاني للبحوث السياسية (القاهرة، عام 1988)

## الجوائز
- جائزة الدولة التقديرية في العلوم الاجتماعية من المجلس الأعلى للثقافة عام 1990.
- وسام الشرف العالمي لعام 2008 (وهي الجائزة العلمية التي يمنحها الاتحاد الجغرافي العالمي في مجال الدراسات الجغرافية والبيئة).

## ماكتب عنه
ألف الأستاذ الدكتور عبد الله يوسف الغنيم أستاذ الجغرافية في جامعة الكويت ورئيس مركز البحوث والدراسات الكويتية كتابا عن الأستاذ الدكتور محمد صفي الدين أبو العز بعنوان: ": الاستاذ الدكتور محمد صفى الدين أبو العز: "ملامح من شخصيته ومنهجه العلمى" نشر بمساعدة مكتبة الاسكندرية سنة 2007 .